# 遥远杆状菌门
遥远杆状菌门（学名：Abditibacteriota）是一类广泛存在于地球的极端环境中的革兰氏阴性菌细菌，前称为候选门FBP。根据16S rRNA序列的系统发育分析，该门的成员与装甲菌门最接近。

## 发现
遥远杆状菌门的第一个16S rRNA序列是在南极洲麦克默多干谷，以地衣为主的隐生岩內生物群落中发现的。而该门的第一个描述物种是乌特斯泰嫩遥远杆状菌，分离于乌特斯泰嫩岭的花岗岩样本，并于2018年正式描述。

## 生态环境
遥远杆状菌门的序列已在多种极端环境中被发现，包括极地、沙漠、中国的石器文化遗产纪念碑、岩浆岩洞、废水处理系统、医院、橡树、铁雪，以及人类和动物的皮肤。这表明该门在多样化的极端生态环境中均有分布。

## 分类学
遥远杆状菌门于2018年提出，但被认为发布无效。而后因ICNP规则的更改，该门在2023年得到重新发布。